# Sven Lidman (escritor)
Para otras personas llamadas Sven Lidman, véase Sven Lidman.

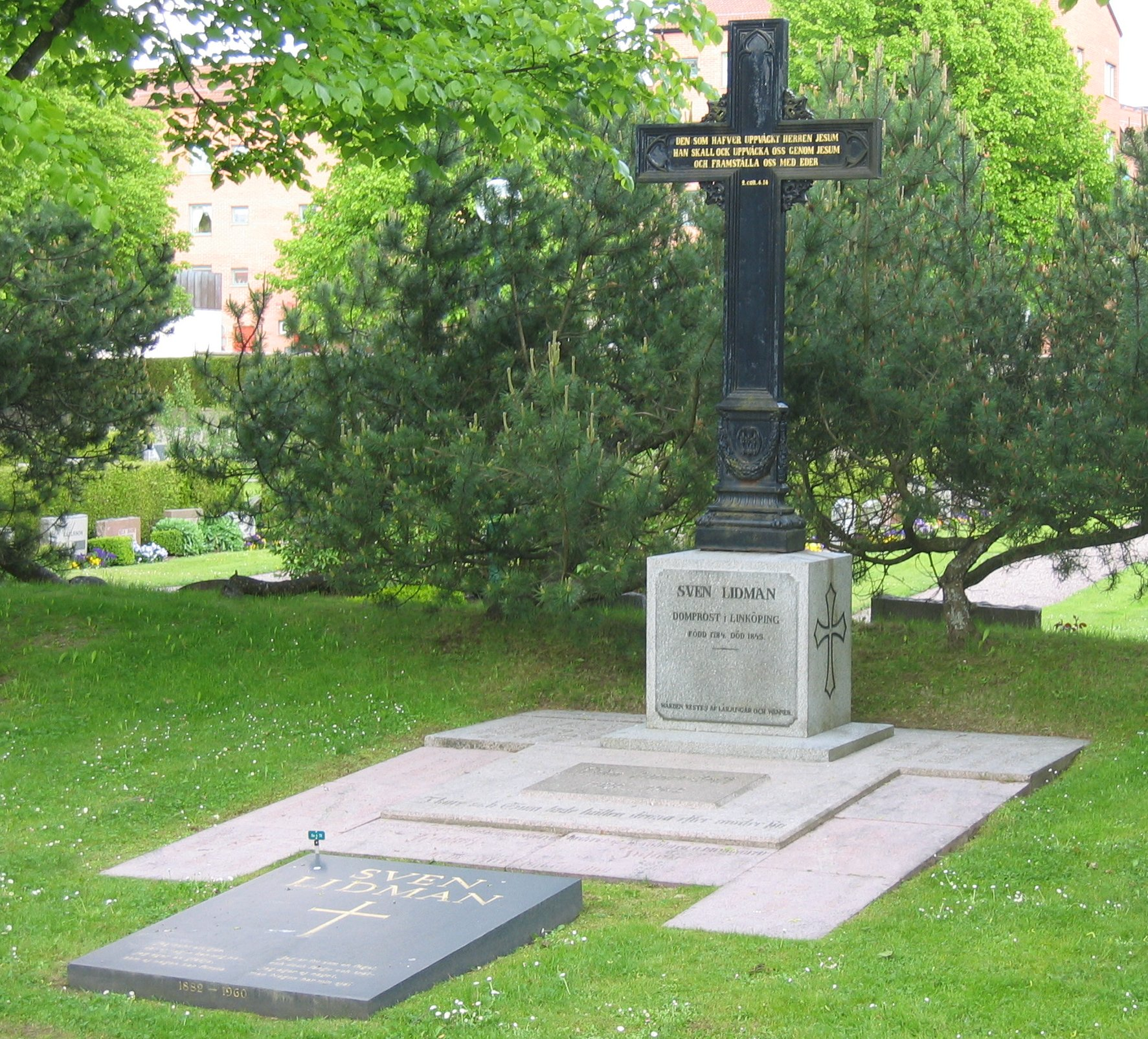
Tumba familiar de los Lidman en Linköping, Suecia. La lápida negra frente a la cruz pertenece al escritor Sven Lidman.

Carl Hindrik Sven Rudolphsson Lidman (nacido el 30 de junio de 1882 - muerto el 14 de febrero de 1960), fue un militar, poeta, escritor y predicador sueco, nieto del sacerdote Sven Lidman. 
Sven Lidman nació en Karlskrona, Suecia, se convirtió en subteniente de la reserva del ejército real sueco en 1903 , y estudió Derecho en la Universidad de Upsala. A continuación, comenzó una prometedora carrera como poeta con Pasiphaë (1904), Primavera (1905), Källorna (1906), y Elden och altaret (1907). También escribió los dramas Imperia (1907) y Härskare (1908), antes de empezar a escribir novelas: Stensborg (1910), Thure Gabriel Silfverstååhl (1910), Carl Silfverstååhls upplevelser (2ª edición, 1912), Köpmän och krigare (3ª edición, 1911), Tvedräktens barn (1913), y Det levande fäderneshuset (1916). En 1917, experimentó un revivir del sentimiento religioso, que se plasmó en sus novelas Huset med de Gamla fröknarna (5ª edición, 1919), Såsom genom eld (5.ª edición, 1920), Bryggan Håller (1923), y Personlig frälsning (1924). En 1921 se incorporó al incipiente movimiento pentecostal sueco de rápido crecimiento, se convirtió en el editor de su revista Evangelii Harold, y fue considerado como el segundo líder del movimiento, detrás del fundador, Lewi Pethrus.
La autobiografía de Sven Lidman fue publicada en cuatro partes: Gossen i grottan (1952), Lågan och lindansaren (1952), Mandoms möda (1954), y Vällust och vedergällning (1957). Una biografía de Lidman fue escrita por Knut Ahnlund, Sven Lidman: ett livsdrama (1996, ISBN 91-7486-316-9). También aparecen detalles biográficos e históricos del escritor en la novela de Per Olov Enquist de 2001 Lewis Resa ("El viaje de Levi"), y en las autobiografías de Sven Lidman (lexicógrafo), hijo del escritor.
Sven Lidman está enterrado en la tumba familiar de la familia Lidman junto con su abuelo.